# Chiesa di Sant'Antonio (Val Brembilla)
La chiesa di Sant'Antonio abate è il principale luogo di culto cattolico di Sant'Antonio Abbandonato, frazione di Val Brembilla, in provincia e diocesi di Bergamo; fa parte del vicariato di Brembilla-Zogno.

## Storia
Una chiesa intitolata a sant'Antonio abate era presente sul territorio di Sant'Antonio abbandonato già nel Cinquecento. Risulta infatti citata nel 1440 nella località Castignola, e nel 1447 erano i frati serviti di Zogno che celebravano le funzioni domenicali, fra questi si ricorda don Marchisio. Nel XVI secolo vi abitò un frate eremita che svolgeva le funzioni di sacerdote, e successivamente fu il curato di Brembilla che ogni domenica si recava alla località per celebrare la messa domenicale.
Il 23 luglio 1887 la chiesa fu smembrata da quella di Brembilla con decreto del vescovo di Bergamo Gaetano Camillo Guindani diventando parrocchiale autonoma.
Negli ultimi anni dell'Ottocento l'edificio non rispondeva più alle esigenze del territorio, fu quindi ricostruito e tra il 1898 e il 1907 fu ultimato anche nei nuovi decori. Il nuovo edificio fu consacrato nel 1910 dal vescovo Giacomo Radini-Tedeschi che ne confermò l'intitolazione a sant'Antonio abate.
Nel Novecento furono realizzate la sagrestia e la cappella dedicata alla Madonna di Lourdes, e nel 1953 fu costruito il nuovo altare maggiore.
Il Novecento vide la chiesa oggetto di lavori di ammodernamento e mantenimento e la posa del nuovo altare rivolto al popolo rispondente all'adeguamento liturgico delle chiese.
Con decreto del 27 maggio 1979 del vescovo di Bergamo Giulio Oggioni, la chiesa fu inserita nel vicariato di Brembilla-Zogno.
L'edificio fu ultimato con il completamento della finestra centrale con la vetrata istoriata opera realizzata su disegno di Mino Marra.

## Descrizione

### Esterno
L'edificio di culto con orientamento dell'abside a sud, è circondato su tre lati dal sagrato. La facciata tripartita da lesene, presenta la parte centrale più alta e ampia, minori sono invece le due parti laterali raccordate da muratura a salienti. La sezione centrale si sviluppa su due ordini divisi da una cornice. Le lesene in muratura complete di zoccolatura continua e capitelli d'ordine ionico reggono la cornice con fregio. 
L'ingresso principale completo di contorno in pietra, è posto nella sezione centrale. Nell'ordine superiore vi è il prosieguo delle lesene complete di capitelli corinzi che reggono il cornicione e il timpano triangolare che nella parte centrale, indica la data di costruzione. Una finestra atta a illuminare l'aula, presenta cornice in muratura. Il frontone termina con la croce ferrea retta da due angeli scolpiti in pietra.

### Interno
L'interno dell'aula a unica navata con volta a botte, si divide da lesene in sei campate di misure differenti. Sei finestre sono poste corrispondenti alle altrettante cappelle collocate sopra il cornicione danno luce all'aula. 
La prima campata ospita la zona penitenziale con due confessionali lignei. Nella seconda campata a sinistra vi è il fonte battesimale mentre corrispondente a destra vi è l'altare dedicato alla Madonna Addolorata. La terza campata conserva sul lato sinistro dell'aula, il dipinto di Abramo Spinelli dei primi anni del Novecento raffigurante la Natività, corrispondente a destra vi è il dipinto di Carlo Ceresa del 1630 recuperato dalla chiesa primitiva e raffigurante Cristo Crocifisso e santi Sebastiano, Rocco Francesco e Nicola da Tolentino. Nella campata successiva vi è l'altare dedicato alla Madonna del Santo Rosario in marmo e corrispondente a destra vi è la cappella del Sacro Cuore di Gesù con l'altare ligneo laccato. La sesta campata presenta a sinistra la cappella con la riproduzione della grotta della Madonna di Lourdes, e corrispondente a destra la cappella dedicata al santo titolare della chiesa con altare marmoreo.
La volta della navata ha dipinti a fresco di Umberto Marigliani raffiguranti la Vita di sant'Antonio abate, gli evangelisti e i santi Carlo Borromeo e Gregorio Barbarigo. La Via Crucis è lavoro del 1940 del pittore Gaetano Perarda.
La zona del presbiterio di misure inferiori rispetto all'aula termina con il coro absidato con copertura da catino con affresco raffigurante il banchetto eucaristico sempre di Umberto Marigliani.